# Plectranthias pelicieri
Plectranthias pelicieri är en fiskart som beskrevs av Randall och Shimizu, 1994. Plectranthias pelicieri ingår i släktet Plectranthias och familjen havsabborrfiskar. Inga underarter finns listade i Catalogue of Life.